# Lycée International de Saint-Germain-en-Laye

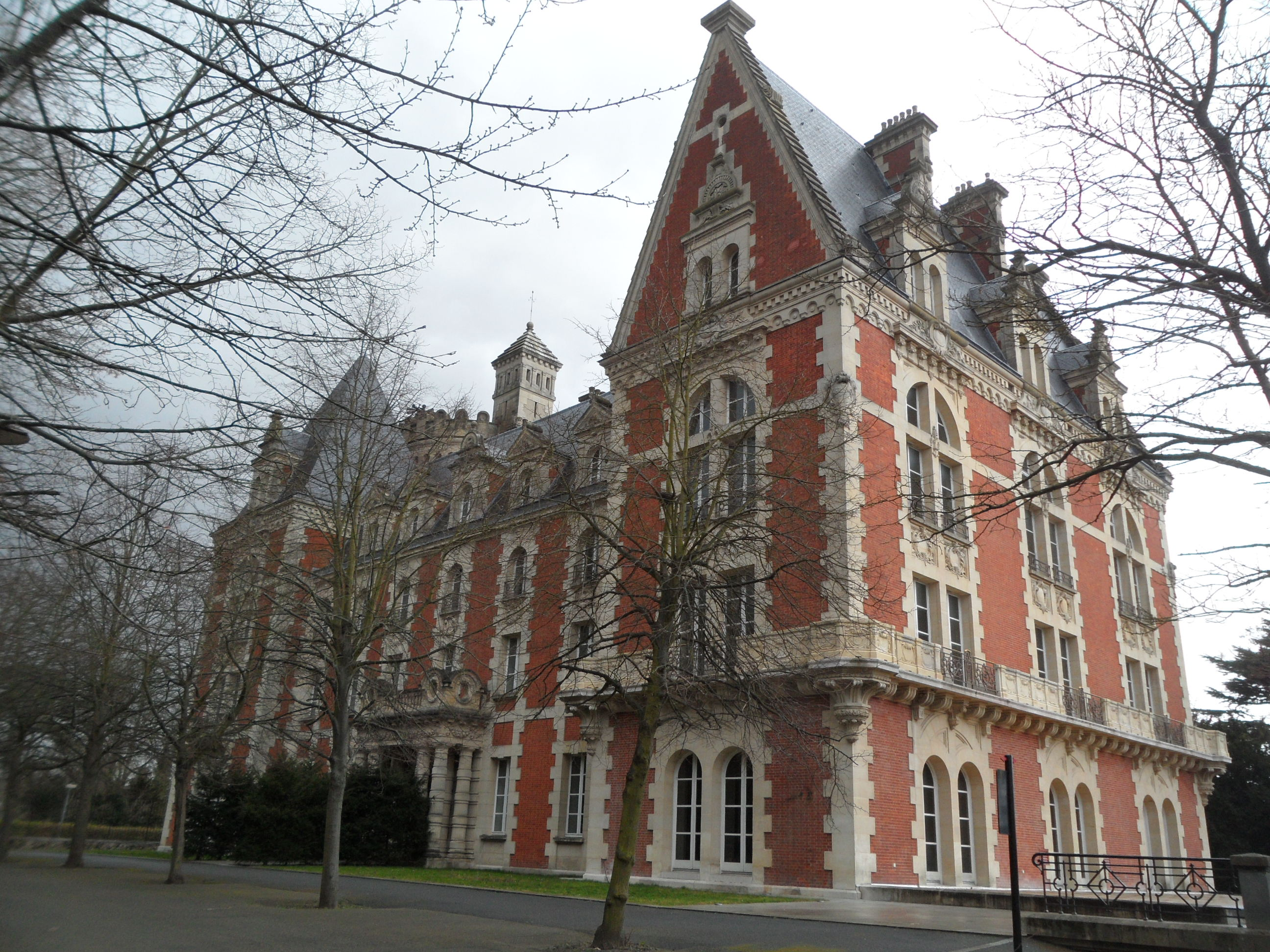
Château d'Hennemont

Lycée International de Saint-Germain-en-Laye este cea mai reputată dintre "lycées" din Franța. Școala a fost fondată în 1952 de Dwight D. Eisenhower.